# رئاسة جورج بوش الابن
بدأت رئاسة جورج دبليو بوش عند الظهر بتوقيت شرق الولايات المتحدة في 20 يناير 2001، عندما تم تنصيب جورج دبليو بوش كرئيس 43 للولايات المتحدة، وانتهت في 20 يناير 2009. بوش، وهو جمهوري تولى المنصب بعد فوزه على الديمقراطي الحالي نائب الرئيس آل غور في الانتخابات الرئاسية عام 2000. بعد أربع سنوات في انتخابات 2004، هزم الديموقراطي جون كيري ليفوز بإعادة انتخابه. بوش، الرئيس الثالث والأربعون، هو الابن الأكبر للرئيس الحادي والأربعين، جورج بوش الأب. وقد خلفه الديمقراطي باراك أوباما، الذي فاز في انتخابات عام 2008 الرئاسية.
عند توليه منصبه، مرر بوش برنامج تخفيض ضريبي بقيمة 1.3 تريليون دولار، وقانون عدم ترك الطفل، وهو مشروع قانون تعليمي رئيسي. كما حث على بذل جهود محافظة اجتماعياً، مثل قانون حظر الإجهاض الجزئي المولد ومبادرات الرعاية الدينية. بعد الهجمات الإرهابية في 11 سبتمبر 2001، أعلن بوش شن حرب عالمية على الإرهاب، وفي أكتوبر 2001، أمر بغزو أفغانستان للإطاحة بنظام طالبان، وتدمير جماعة القاعدة الإرهابية، والقبض على أسامة بن لادن. في نفس الشهر، وقّع قانون باتريوت المثير للجدل ليصبح قانونًا يسمح بمراقبة الإرهابيين المشتبه بهم. في عام 2003، أمر بوش بغزو العراق، مؤكدًا أن العراق يمتلك مخزونات من أسلحة الدمار الشامل في انتهاك لقرار مجلس الأمن 1441. في وقت لاحق من ذلك العام، وقَّع على قانون تحسين الأدوية والوصفات الطبية وتحديثها، والذي أنشأ Medicare Part D.
خلال فترة ولايته الثانية، توصل بوش إلى اتفاقيات تجارة حرة متعددة، ورشح بنجاح جون جي روبرتس وصموئيل أليتو للمحكمة العليا. سعى إلى إدخال تغييرات كبيرة على قوانين الضمان الاجتماعي والهجرة، لكن كلاهما فشل. استمرت الحروب في أفغانستان والعراق، وفي عام 2007 أطلق عددًا كبيرًا من القوات في العراق. حصل رد إدارة بوش على إعصار كاترينا وإقالة جدال المحامين الأميركيين على تغطية واسعة، وشهدت فترة ولايته الثانية انخفاضًا في معدلات تأييده. سيطر الانهيار العالمي في الأسواق المالية على أيامه الأخيرة في منصبه حيث كان صانعو السياسة يتطلعون إلى تجنب كارثة اقتصادية كبرى، وأنشأ برنامج الإغاثة من الأصول المتعثرة (TARP) لشراء الأصول السامة من المؤسسات المالية. وقد صنّف الباحثين بوش بشكل عام على أنه رئيس أقل من المتوسط.

## الانتخابات الرئاسية لعام 2000
برز الابن الأكبر لجورج إتش دبليو بوش، الرئيس الحادي والأربعون للولايات المتحدة، جورج دبليو بوش، بصفته منافسًا رئاسيًا بفوزه في انتخابات حاكم ولاية تكساس عام 1994. بعد فوزه في إعادة الانتخاب بهامش حاسم في انتخابات حاكم ولاية تكساس عام 1998، أصبح بوش المرشح الأول المعترف به على نطاق واسع في السباق على الترشيح الجمهوري في انتخابات الرئاسة لعام 2000. في السنوات التي سبقت انتخابات عام 2000، شكل بوش مجموعة من المستشارين، شملت محامي اقتصاد الموارد الجانبية لورانس بي. ليندسي وخبيرة السياسة الخارجية كونداليزا رايز. كسب بوش بوجود فريق مالي بقيادة كارل روف وكين ميلمان ميزة مالية قيادية على المرشحين الجمهوريين المحتملين الآخرين. على الرغم من رفض عدد كبير من الجمهوريين البارزين تحدي بوش، أطلق السيناتور عن ولاية أريزونا جون ماكين تحديًا حماسيًا، وكسب دعم قسم كبير من المعتدلين وصقور السياسة الخارجية. أدت خسارة ماكين في الانتخابات الأولية في كارولاينا الجنوبية إلى انتهاء الانتخابات الأولية الجمهورية عام 2000، وترشح بوش رسميًا للرئاسة في المؤتمر الوطني الجمهوري لعام 2000. اختار بوش وزير الدفاع السابق ديك تشيني لمنصب نائب الرئيس؛ على الرغم من أن تشيني لم يملك سمات كافية للانتخاب وكان يعاني مشكلات صحية، اعتقد بوش أن خبرة تشيني الواسعة ستجعله شريكًا قيمًا في الحكم.
بعد انتهاء ولاية الرئيس بيل كلينتون المحدودة، رشح الديمقراطيون نائب الرئيس آل جور للرئاسة. أكدت حملة بوش على شخصية مرشحها على النقيض من حملة كلينتون، الذي كان متورطًا في فضيحة لوينسكي. حقق بوش تقدمًا كبيرًا في العديد من استطلاعات الرأي التي أجريت بعد المناقشة الأخيرة في أكتوبر، لكن فضيحة اعتقال بوش بتهمة القيادة تحت تأثير الكحول عام 1976 استنزفت زخم حملته. بحلول نهاية ليلة الانتخابات، برزت فلوريدا ولاية رئيسية في الانتخابات، إذ إن المرشح الذي يفوز بالولاية هو الفائز بمنصب الرئيس. تقدم بوش بفارق ضئيل جدًا في الأصوات بحلول نهاية ليلة الانتخابات، ما أدى إلى إعادة فرز الأصوات تلقائيًا. أمرت المحكمة العليا في فلوريدا بإعادة الفرز الجزئي للأصوات يدويًا، لكن المحكمة العليا للولايات المتحدة أمرت بإنهاء هذه العملية، على أسس الحماية المتساوية، في قضية بوش ضد جور، تاركةً بوش للفوز في كل من الولاية والانتخابات. رغم أن جور حصل على أغلبية الأصوات الشعبية على الصعيد الوطني بفارق ضئيل، فاز بوش في الانتخابات الرئاسية بـ271 صوتًا انتخابيًا مقابل 266 صوتًا لجور. وفي انتخابات الكونغرس المتزامنة، احتفظ الجمهوريون بأغلبية ضئيلة في مجلس النواب، لكنهم خسروا خمسة مقاعد في مجلس الشيوخ، محققين التوازن الحزبي في مجلس الشيوخ متمثلًا بخمسين جمهوريًا وخمسين ديمقراطيًا.

## الإدارة
رفضًا لفكرة النفوذ الواسع لرئيس موظفي البيت الأبيض، كان لدى بوش مسؤولون رفيعو المستوى يرسلون التقارير إليه مباشرة بدلًا من رئيس الأركان أندرو كارد. برز نائب الرئيس تشيني بصفته أقوى عضو في البيت الأبيض بعد بوش نفسه. أحضر بوش عددًا كبيرًا من الأفراد الذين عملوا تحت إدارته في تكساس إلى البيت الأبيض، بما في ذلك رئيسة المرشدين كارين هيوز ورئيس المستشارين كارل روف والمستشار القانوني ألبرتو جونزاليس وسكرتيرة الموظفين هارييت مايرز. ومن بين الموظفين الآخرين المهمين في البيت الأبيض مستشارة شؤون السياسة الداخلية مارغريت سبيلينغز، ورئيس محرري الخطابات مايكل جيرسون، و رئيسي موظفي البيت الأبيض جوشوا بولتن وجو هاجين. تعين بول إتش أونيل، الذي عمل كنائب مدير مكتب الإدارة والميزانية في عهد جيرالد فورد، وزيرًا للخزانة، وتعين السيناتور السابق عن ولاية ميزوري جون آشكروفت نائبًا عامًا.
بسبب قلة خبرة بوش في السياسة الخارجية، لعبت تعييناته دورًا مهمًا في إملاء السياسة الخارجية للولايات المتحدة خلال فترة ولايته. خدم العديد من كبار الموظفين في السياسة الخارجية تحت إدارة والده. كان نائب الرئيس تشيني وزيرًا للدفاع، وعملت مستشارة الأمن القومي كونداليزا رايز في مجلس الأمن القومي، وعمل نائبا الوزير بول ولفويتس وريتشارد ارميتاج في أدوار مهمة. كان وزير الخارجية كولن باول قد شغل منصب رئيس هيئة الأركان المشتركة في عهد الرئيس بوش الأول. لطالما كان بوش معجبًا بباول، وكان الجنرال السابق خيار بوش الأول لشغل هذا المنصب. جمع وزير الدفاع دونالد رامسفيلد، الذي عمل في نفس المنصب في إدارة فورد، الشخصيات الرئيسية في فريق الأمن القومي. ظهر رامسفيلد وتشيني، اللذان عملا معًا في إدارة فورد، كشخصيتين بارزتين في السياسة الخارجية خلال ولاية بوش الأولى.
استُبدل أونيل، الذي عارض حرب العراق وخشي من أن يؤدي قرار بوش بتخفيض الضرائب إلى عجز في الميزانية، بجون دبليو. سنو في فبراير عام 2003. بسبب الإحباط من قرارات إدارة بوش، لا سيما شن حرب العراق، استقال باول بعد انتخابات عام 2004. حلت رايز محله، بينما تولى نائب مستشار الأمن القومي آنذاك ستيفن هادلي منصب رايز السابق. بقي معظم كبار موظفي بوش في منصبهم بعد انتخابات عام 2004، رغم أن سبيلينغز انضمت إلى مجلس الوزراء كوزيرة للتعليم، واستُبدل أشكروفت بجونزاليس لمنصب النائب العام. في أوائل عام 2006، غادر كارد البيت الأبيض في أعقاب النزاع على موانئ دبي العالمية والعديد من مبادرات البيت الأبيض الفاشلة، وحل محله جوشوا بولتن. جرّد بولتن روف من بعض مسؤولياته وأقنع هنري بولسون، رئيس غولدمان ساكس، باستبدال سنو كوزير للخزانة.
بعد انتخابات عام 2006، استُبدل رامسفيلد بمدير وكالة المخابرات المركزية السابق روبرت غيتس. جعلت التبديلات المستمرة للموظفين رايز إحدى أبرز الأفراد في الإدارة، ولعبت دورًا قويًا في توجيه سياسة بوش الخارجية الثانية. غادر كل من غونزاليس وروف في عام 2007 بعد جدل بشأن طرد المحامين الأمريكيين، واستُبدل غونزاليس بمايكل موكاسي، وهو قاضٍ فيدرالي سابق.

## الترشيحات القضائية

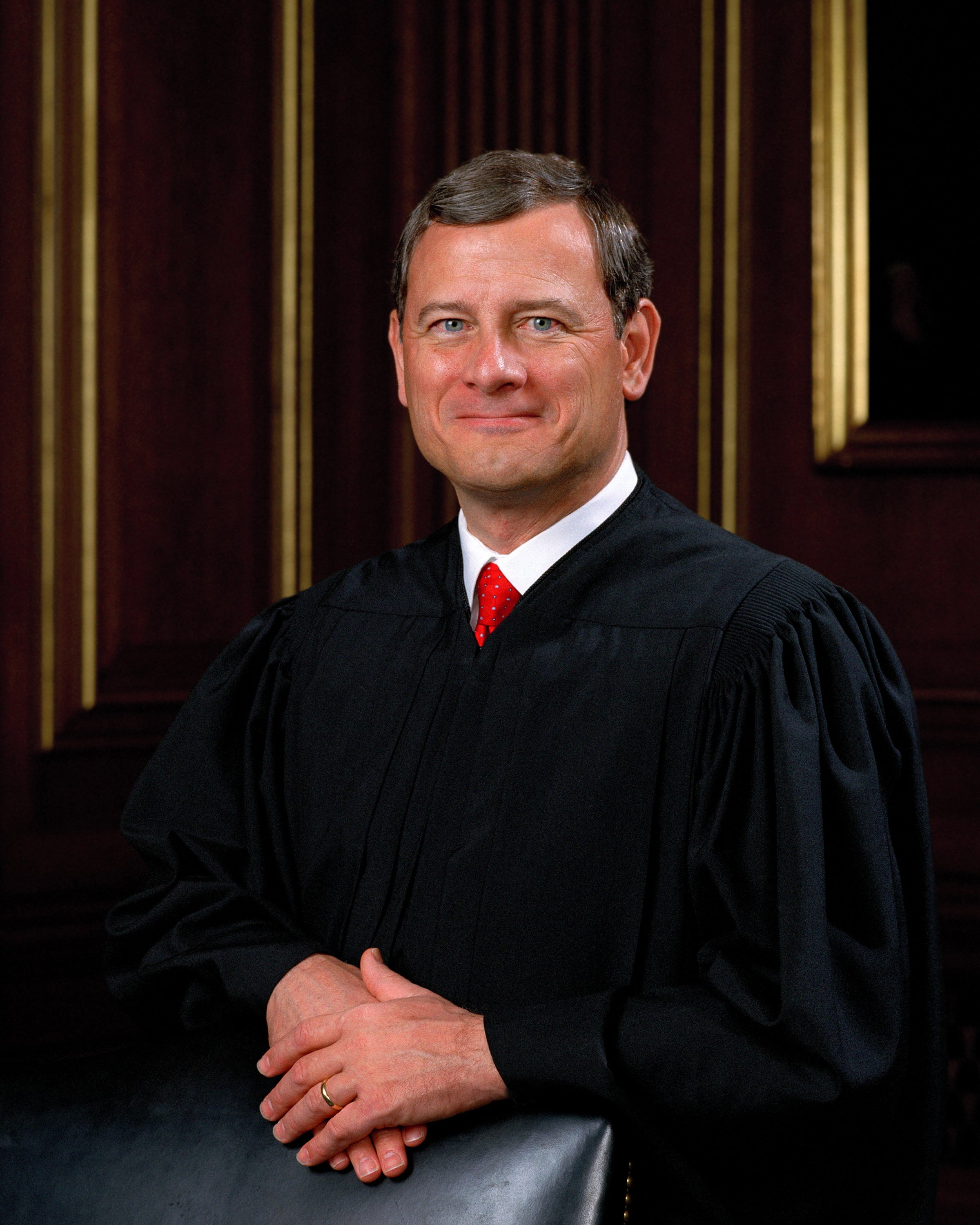
عيّن بوش جون روبرتس رئيسًا للمحكمة العليا للولايات المتحدة

بعد انتخابات عام 2004، توقع الكثيرون أن يتنحى رئيس المحكمة العليا المتقدم في السن ويليام رينكويست عن المحكمة العليا للولايات المتحدة. اختار كل من تشيني ومستشارة البيت الأبيض هارييت مايرز اثنين من المحافظين المحترمين على نطاق واسع، هما قاضي محكمة الاستئناف الأمريكية في دائرة مقاطعة كولومبيا جون روبرتس وقاضي الدائرة الرابعة مايكل لوتيغ، مرشحين للتصفيات النهائية. في يونيو عام 2005، أعلنت القاضية ساندرا داي أوكونور بشكل مفاجئ أنها ستتقاعد من المحكمة، ورشح بوش روبرتس لمنصبها في الشهر التالي. بعد أن توفي رينكويست في سبتمبر، نظر بوش لفترة وجيزة في رفع معاون القاضي أنتونين سكاليا إلى منصب رئيس القضاة، ولكنه اختار بدلًا من ذلك ترشيح روبرتس للمنصب. حصل روبرتس على تأكيد من مجلس الشيوخ، وكانت نتيجة التصويت 78–22، إذ صوت جميع الجمهوريين والأغلبية الضئيلة من الديمقراطيين لصالح روبرتس.

## الإدارة
رفضًا لفكرة وجود رئيس موظفين قوي في البيت الأبيض، كان لدى بوش مسئولون رفيعو المستوى يقدمون إليه تقارير مباشرة بدلاً من أندرو كارد، رئيس الأركان. ظهر نائب الرئيس تشيني كأقوى فرد في البيت الأبيض بصرف النظر عن بوش نفسه. أحضر بوش إلى البيت الأبيض العديد من الأفراد الذين عملوا تحت إدارته في تكساس، بما في ذلك كبير المستشارين كارين هيوز، وكبير المستشارين كارل روف، والمستشار القانوني ألبرتو جونزاليس، ووزيرة الأركان هارييت مايرز .  ومن بين الموظفين المهمين الآخرين في البيت الأبيض مارجريت سبيلنج كمستشارة للسياسة الداخلية، ومايكل جيرسون كرئيس لكتاب الخطابات، وجوشوا بولتين وجو هاغن كنائبين لرئيس أركان البيت الأبيض.  تم تعيين بول إتش أونيل، الذي شغل منصب نائب مدير مكتب الإدارة والميزانية في عهد جيرالد فورد، وزيرًا للخزانة، في حين تم تعيين السناتور السابق عن ولاية ميسوري جون آشكروفت محاميًا عامًا. 

### كبار المسؤولين غير الحكوميين والمستشارين
- كبير مستشاري الرئيس - كارل روف (2001-2007) ، باري ستيفن جاكسون (2007-2009)
- مستشارة للرئيس - كارين هيوز (2001-2002) ، دان بارتليت (2002-2007) ، إد غيليسبي (2007-2009)
- مستشارة الأمن القومي - كوندوليزا رايس (2001-2005) ، ستيفن هادلي (2005-2009)
- نائب رئيس أركان البيت الأبيض - جو هاجين (2001-2008) ، جوشوا بولتين (2001-2003) ، هارييت مايرز (2003-2004) ، كارل روف (2005-2007) ، جويل كابلان (2006-2009) ، بليك غوتسمان ( 2008-2009)
- مدير الاتصالات بالبيت الأبيض - كارين هيوز (2001) ، دان بارتليت (2001-2005) ، نيكول والاس (2005-2006) ، كيفن سوليفان (2006-2009)
- مستشار البيت الأبيض - ألبرتو جونزاليس (2001-2005) ، هارييت مايرز (2005-2007) ، فريد فيلدنج (2007-2009)
- السكرتير الصحفي للبيت الأبيض - آري فلايشر (2001-2003) ، سكوت مكليلان (2003-2006) ، طوني سنو (2006-2007) ، دانا بيرينو (2007-2009)
- رئيس مجلس المستشارين الاقتصاديين - جلين هوبارد (2001-2003) ، جريج مانكيو (2003-2005) ، هارفي س. روزن (2005) ، بن برنانكي (2005-2006) ، إدوارد لازير (2006-2009)
- سفير لدى الأمم المتحدة - جون نغروبونتي (2001-2004) ، جون دانفورث (2004) ؛ جون ر. بولتون (2005-2006) ، زلماي خليل زاد (2007-2009)
- مدير الاستخبارات الوطنية - جون نيغروبونتي (2005-2007) ، جون مايكل مكونيل (2007-2009)
- مدير وكالة المخابرات المركزية - جورج تينيت (2001-2004) ، جون إي ماكلولين (بالإنابة، 2004) ، بورتر جوس (2004-2006) ، مايكل هايدن (2006-2009)
- مدير مكتب التحقيقات الفيدرالي - لويس فريه (2001) ، توماس جيه. بيكارد (بالإنابة، 2001) ، روبرت س. مويلر (2001-2009)
- رئيس لجنة الاتصالات الفدرالية - مايكل باول (2001-2005) ، كيفن مارتن (2005-2009)

## الشؤون المحلية

### التخفيضات الضريبية
| عام     | الإيرادات | النفقات | فائض/ العجز | الناتج المحلي الإجمالي | الدين كنسبة مئوية من الناتج المحلي الإجمالي |
| ------- | --------- | ------- | ----------- | ---------------------- | ------------------------------------------- |
| 2001    | 1991.1    | 1862.8  | 128.2       | 10564.6                | 31.4                                        |
| 2002    | 1853.1    | 2010.9  | -157.8      | 10876.9                | 32.5                                        |
| 2003    | 1782.3    | 2159.9  | -377.6      | 11332.4                | 34.5                                        |
| 2004    | 1880.1    | 2292.8  | -412.7      | 12088.6                | 35.5                                        |
| 2005    | 2153.6    | 2472.0  | -318.3      | 12888.9                | 35.6                                        |
| 2006    | 2406.9    | 2655.1  | -248.2      | 13684.7                | 35.3                                        |
| 2007    | 2568.0    | 2728.7  | -160.7      | 14322.9                | 35.2                                        |
| 2008    | 2524.0    | 2982.5  | -458.6      | 14752.4                | 39.3                                        |
| 2009    | 2105.0    | 3517.7  | -1412,7     | 14414.6                | 52.3                                        |
| المرجع. | [ 22 ]    | [ 22 ]  | [ 22 ]      | [ 22 ]                 | [ 22 ]                                      |